# Rockstar New England
A Rockstar New England (antigamente chamada de Mad Doc Software) é uma empresa desenvolvedora de jogos eletrônicos subsidiária da Rockstar Games. Foi fundada originalmente em 1999 por Ian Lane Davis, e comprada pela Rockstar em 4 de Abril de 2008.

## Prêmios
- ICIC-inc 2005, categoria "company to watch".

1. ↑  «Rockstar compra estúdio de "Empire Earth II"». www.uol.com.br. Consultado em 23 de julho de 2025